# Arrondissements de Lyon
Pour la division administrative de la circonscription départementale du Rhône, voir Arrondissement de Lyon.
La ville de Lyon est l'une des trois communes françaises actuellement divisées en arrondissements municipaux (avec Paris et Marseille). La création des premiers arrondissements de Lyon date du 24 mars 1852.

## Régime institutionnel
La loi No 82-1169  du 31 décembre 1982 relative à l'organisation administrative de Paris, Lyon, Marseille et des établissements publics de coopération intercommunale, dite loi PLM d'après le nom des villes concernées est la loi française qui a fixé le statut administratif particulier applicable notamment à la ville de Lyon. Elle est adoptée dans le contexte de la loi de décentralisation (dite loi Defferre) du 2 mars 1982.
Dans ce cadre, la loi PLM transforme les anciennes mairies d'arrondissement en structures élues à l'échelon local. Elles ne sont toutefois pas des mairies de plein exercice, et ne lèvent notamment pas d'impôts, mais répartissent les crédits qui leur sont délégués par la mairie de Lyon. Elles gèrent toutefois certains équipements municipaux, et sont consultées par la Ville de Lyon avant certaines décisions d'intérêt local.
La loi PLM a été codifiée dans le Code général des collectivités territoriales, auquel il convient désormais de se référer.

## Liste des arrondissements
| Code Insee | Code postal | \|Arr. | Date de création | Population(2022) | Superficie(ha) | Densité(hab./km2) |
| ---------- | ----------- | ------ | --- | ---------------- | -------------- | ----------------- |
| 69381      | 69001       | 1er    | 24 mars 1852 | 29 040           | 151            | 19 231,8          |
| 69382      | 69002       | 2e     | 24 mars 1852 | 29 880           | 341            | 8 762,5           |
| 69383      | 69003       | 3e     | 24 mars 1852 (ancienne commune de la Guillotière)                                                                              | 101 523          | 635            | 15 987,9          |
| 69384      | 69004       | 4e     | 24 mars 1852 (ancienne commune de la Croix-Rousse)                                                                             | 35 232           | 293            | 12 024,6          |
| 69385      | 69005       | 5e     | 24 mars 1852 (comprenait à l'origine l'ancienne commune de Vaise, rattachée au 9e en 1964)                                     | 48 277           | 623            | 7 749,1           |
| 69386      | 69006       | 6e     | 17 juillet 1867 (détachement d'une partie du 3e)                                                                               | 50 718           | 377            | 13 453,1          |
| 69387      | 69007       | 7e     | 8 mars 1912 (détachement d'une partie du 3e)                                                                                   | 87 491           | 975            | 8 973,4           |
| 69388      | 69008       | 8e     | 9 février 1959 (détachement d'une partie du 7e)                                                                                | 84 956           | 667            | 12 737            |
| 69389      | 69009       | 9e     | 12 août 1964 (détachement d'une partie du 5e (l'ancienne commune de Vaise) et l'ancienne commune de Saint-Rambert-l'Île-Barbe) | 53 657           | 725            | 7 401             |

## Les neuf arrondissements et leurs quartiers

### 1er

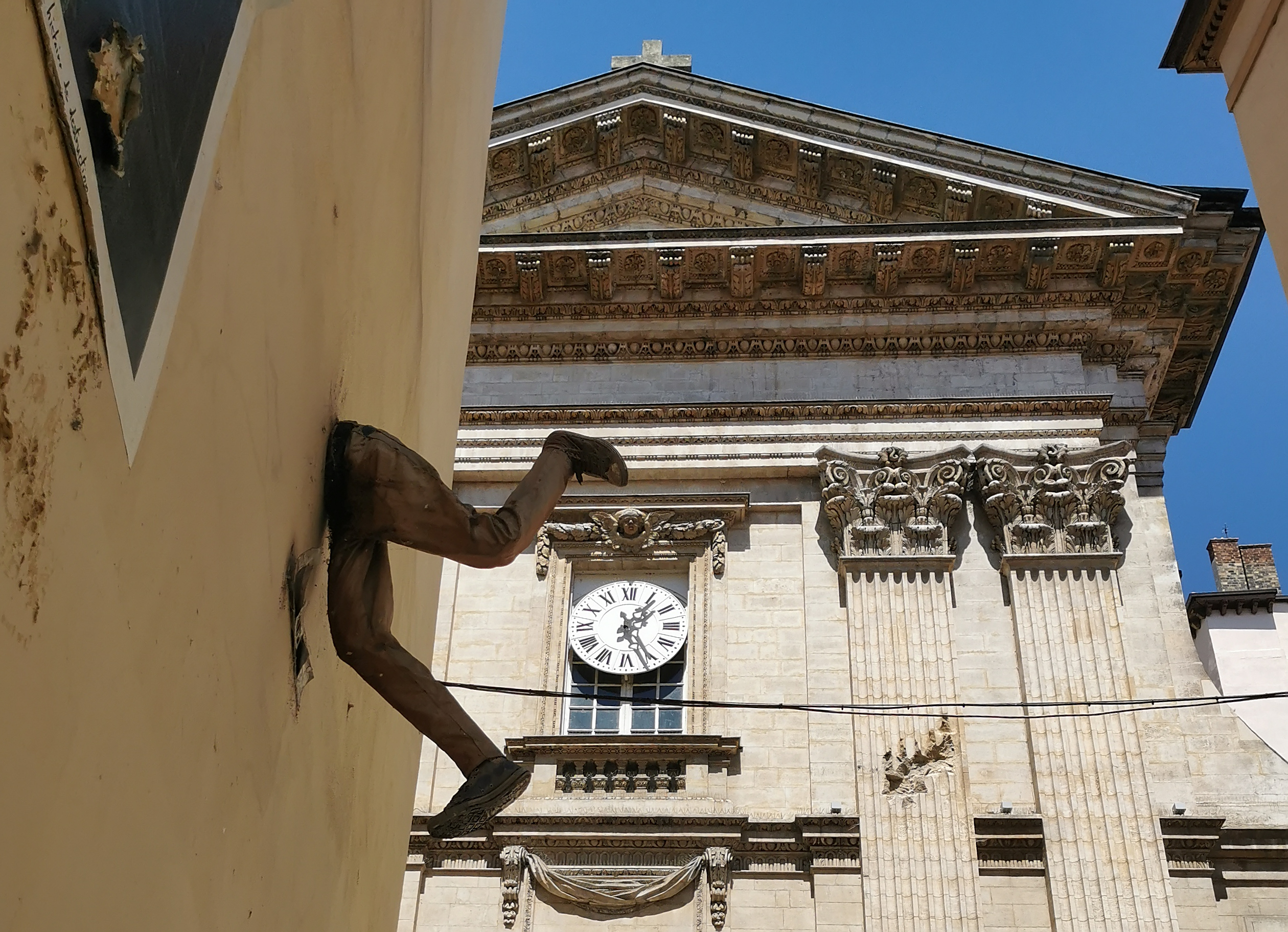
Église Saint-Polycarpe.

Quartiers : les Terreaux, les pentes de la Croix-Rousse, la Martinière, Saint-Vincent, les Chartreux.
Le 1er arrondissement est le plus petit en superficie des neuf arrondissements de la ville. Il se compose des quartiers bas (Terreaux, Saint-Vincent, la Martinière), puis des quartiers hauts (les pentes de la Croix-Rousse). Très animé de jour comme de nuit, il accueille une population à la fois bobo et populaire. La jeunesse lyonnaise l'affectionne tout particulièrement pour son ambiance particulière et nocturne, notamment autour de la place des Terreaux, de la rue Sainte-Catherine et de la place Sathonay.

### 2e

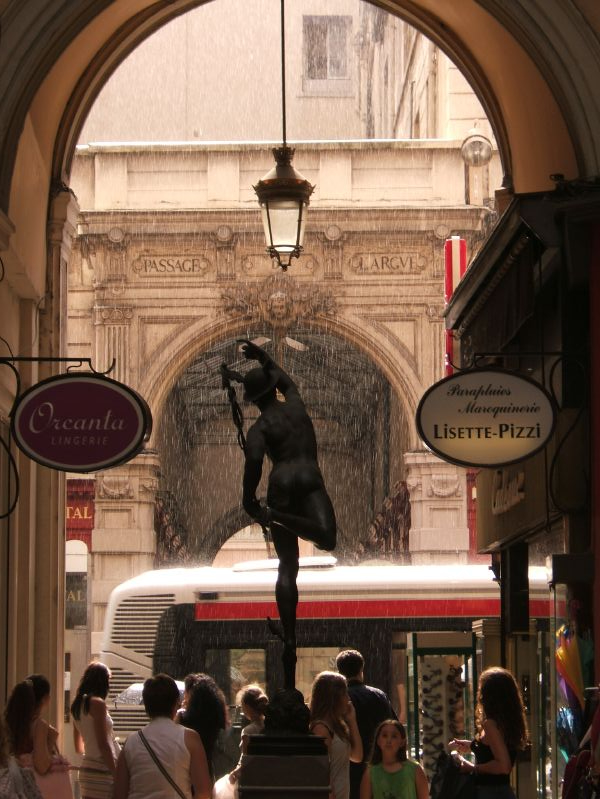
Passage de l'Argue.

Quartiers : la Presqu'île, les Cordeliers, les Jacobins, Ainay, Bellecour, Perrache, Sainte-Blandine, la Confluence.
Le 2e arrondissement, situé sur la majeure partie de la Presqu'île, est un des plus côtés de la ville. S'y concentrent de nombreuses enseignes reconnues, des monuments, des rues et des places célèbres. La population qui y vit est issue principalement de la bourgeoisie historique lyonnaise, notamment entre les places Carnot et Bellecour, dans le quartier d'Ainay. La place Carnot sépare les quartiers d'Ainay et de Perrache. Derrière "les voûtes" se trouvent les quartiers de Sainte-Blandine et surtout le nouveau quartier de la Confluence, avec sa place nautique, abritant le siège du conseil régional, de nombreux immeubles d'architecture contemporaine, mêlés à des vestiges du passé industriel du quartier.

### 3e

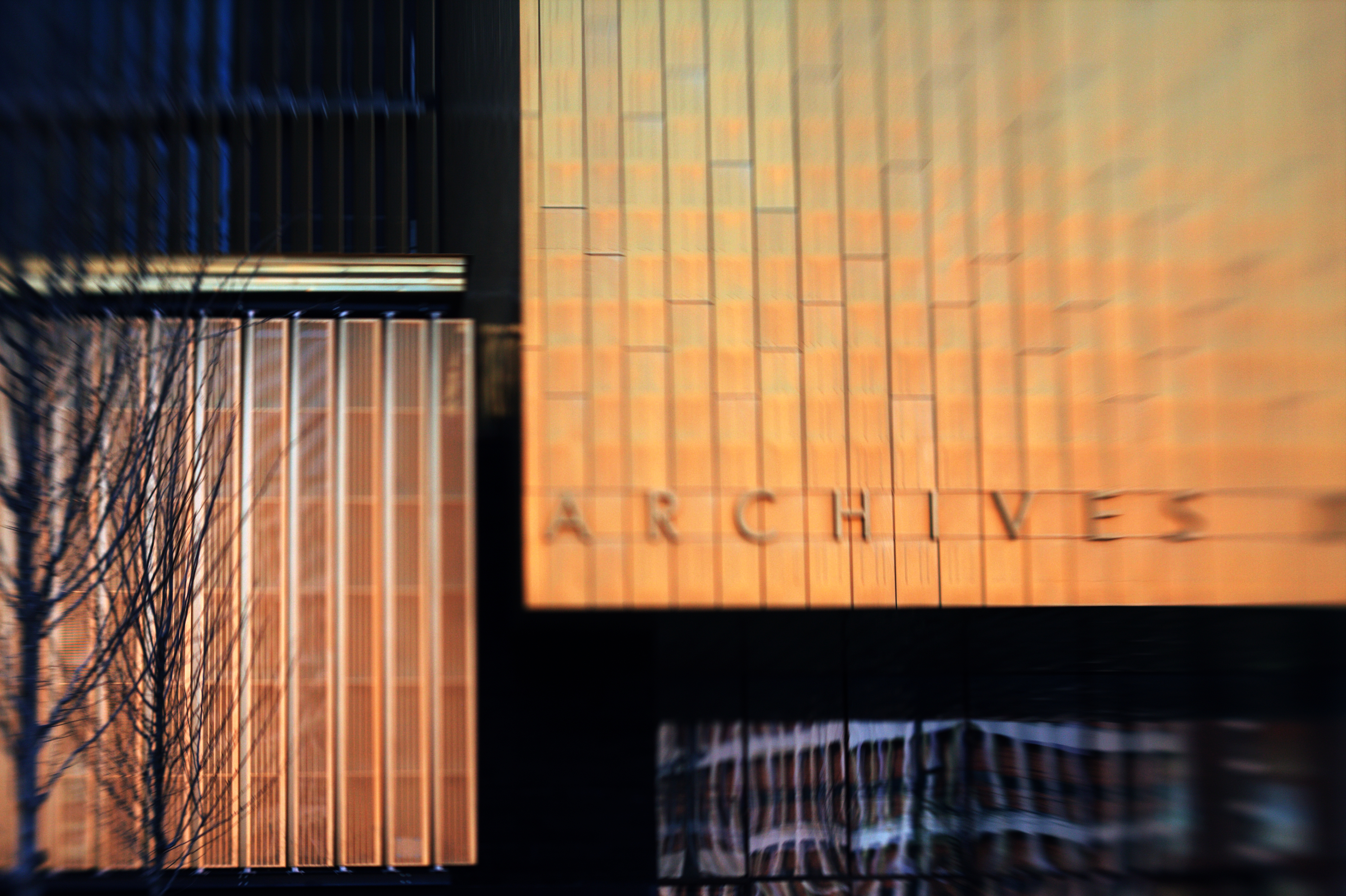
Les archives du département du Rhône et de la métropole de Lyon.

Quartiers : La Guillotière, Moncey, Préfecture, La Part-Dieu, La Villette, Sans Souci - Dauphiné, Montchat, Grange Blanche.
Le 3e arrondissement est souvent considéré par les Lyonnais comme le « 2e centre-ville » de Lyon. En effet, avec ses larges avenues animées (avenue de Saxe, cours Lafayette, cours Gambetta, etc.) et le quartier d'affaires de la Part-Dieu, le 3e est un des poumons économiques de la ville. Derrière la gare de Lyon-Part-Dieu, se trouvent les quartiers de La Villette et du Dauphiné, secteurs résidentiels. Enfin, à l'est de l'arrondissement, se trouve le quartier-village de Montchat, qui a été partiellement urbanisé par Jean Louis François Richard qui a épousé Louise Vitton. Il a vendu une partie de ses terres à des particuliers et donné, comme d'autres propriétaires, la voirie à la Ville de Lyon.

### 4e

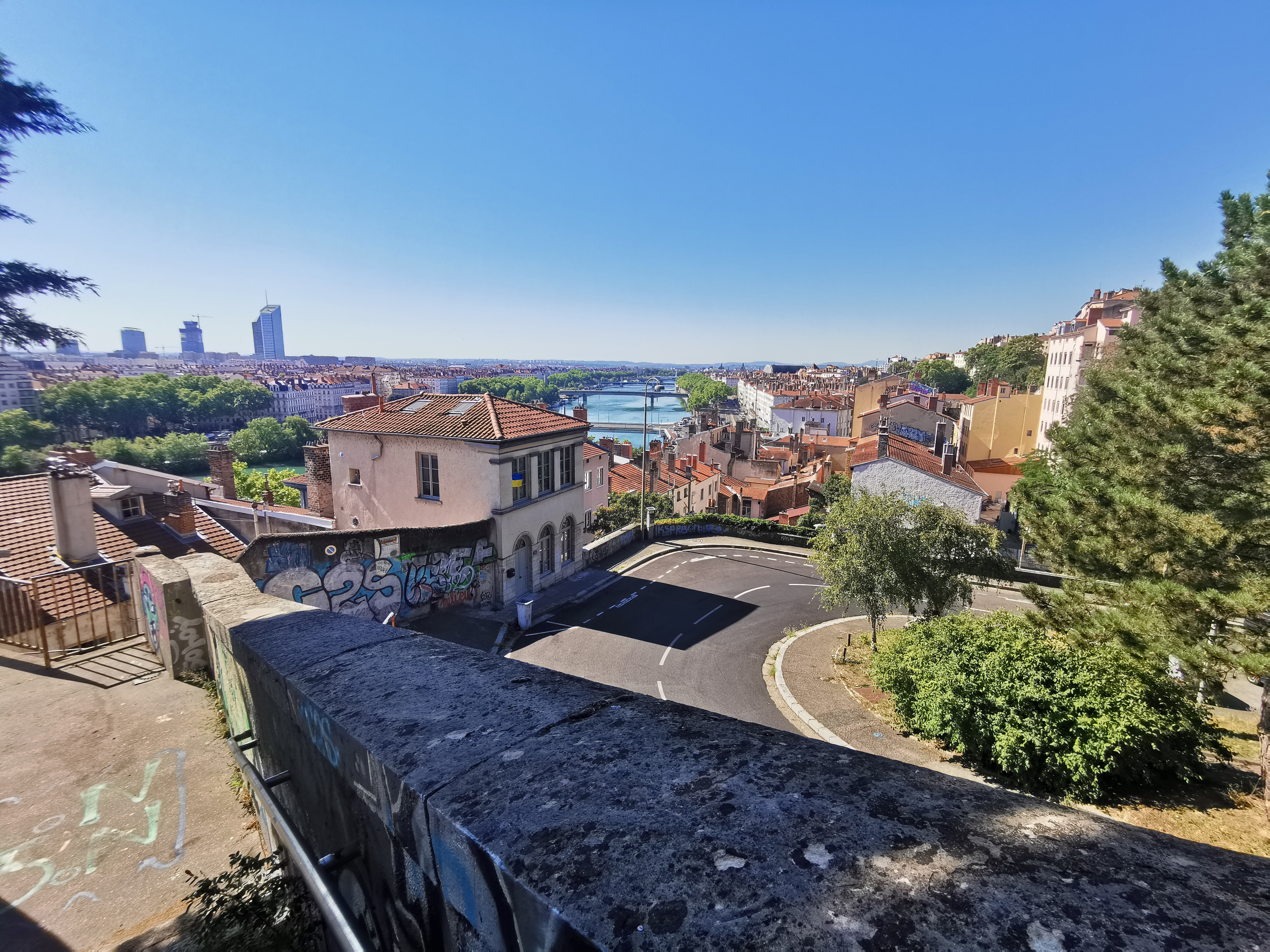
Vue de la montée Bonafous.

Quartiers : plateau de La Croix-Rousse, Serin-Gillet, le Gros Caillou, le Clos Jouve, Cuire.
Le 4e arrondissement est situé au nord de la ville, au-dessus du 1er arrondissement. Il se compose essentiellement du quartier-village de La Croix-Rousse. Berceau d'une culture singulière et de traditions anciennes, le 4e accueille historiquement une population peu aisée, issue des ouvriers de la soie (canuts).

### 5e

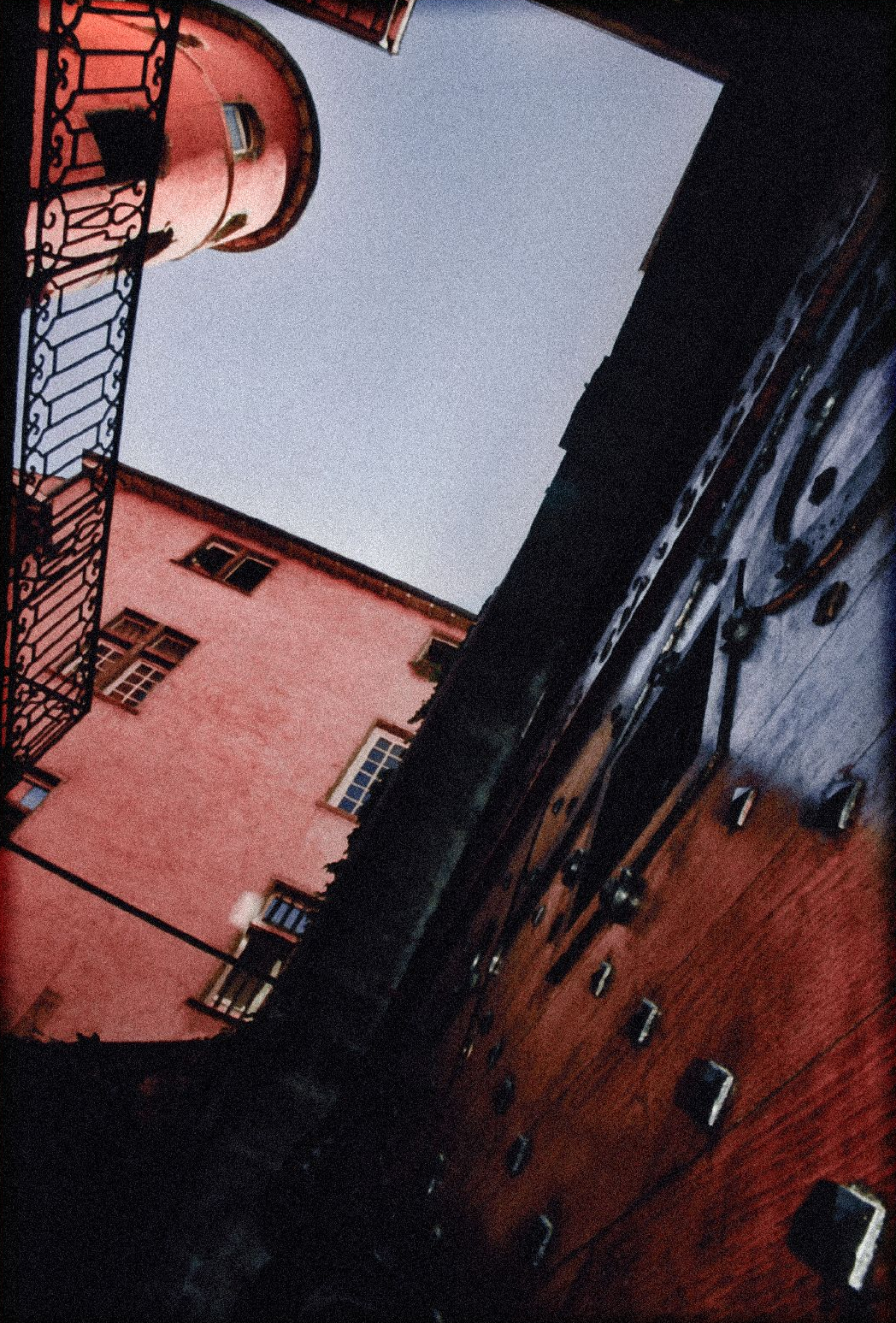
La tour rose dans la vieille ville.

Quartiers : le Vieux Lyon (Saint-Jean, Saint-Paul, Saint-Georges), Fourvière, Saint-Just, Saint-Irénée, Point-du-Jour, Champvert, Ménival.
Le 5e arrondissement situé à l'ouest de la ville et bordant les rives de Saône, est notamment composé du Vieux Lyon, quartier historique très touristique, et de la colline de Fourvière, sur laquelle se dresse la basilique Notre-Dame de Fourvière. Sur le plateau se trouvent les quartiers résidentiels du Point-du-Jour (qui se nomme ainsi car il est le premier quartier de Lyon à recevoir les rayons du soleil levant).

### 6e

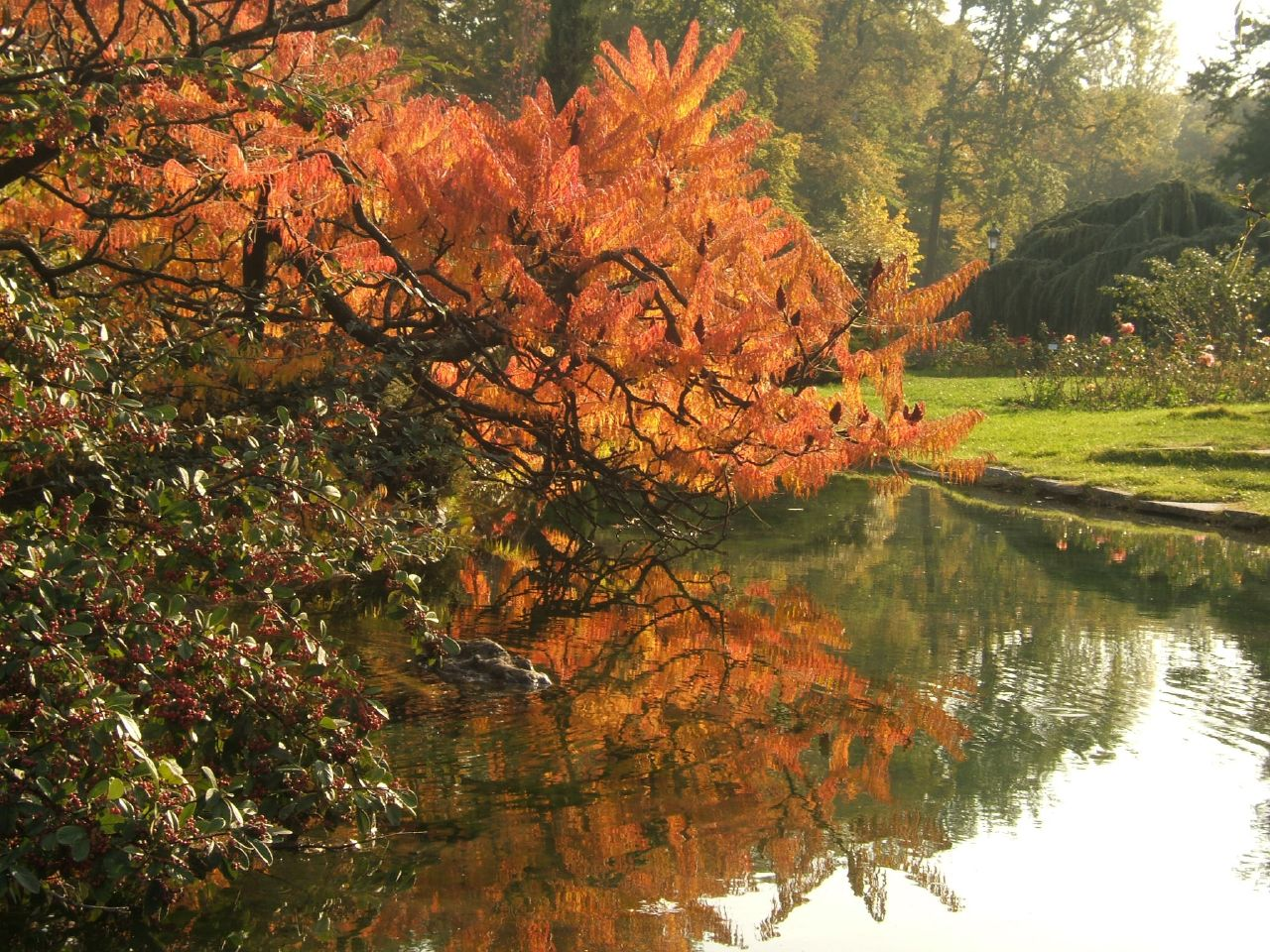
Sumac au parc de la Tête-d'Or.

Quartiers : Les Brotteaux, Tête d'Or, Cité internationale, Bellecombe.
Le 6e arrondissement est bordé par le Rhône, le parc de la Tête-d'Or et la Cité internationale. C'est un arrondissement particulièrement huppé : on y trouve de nombreux immeubles haussmanniens et des hôtels particuliers. Cet arrondissement est réputé pour son calme, même si le quartier des Brotteaux accueille nombre de bars et de restaurants reconnus, autour de l'ancienne gare aujourd'hui réaménagée. Derrière cette gare, se trouve le quartier de Bellecombe, limitrophe de Villeurbanne.

### 7e

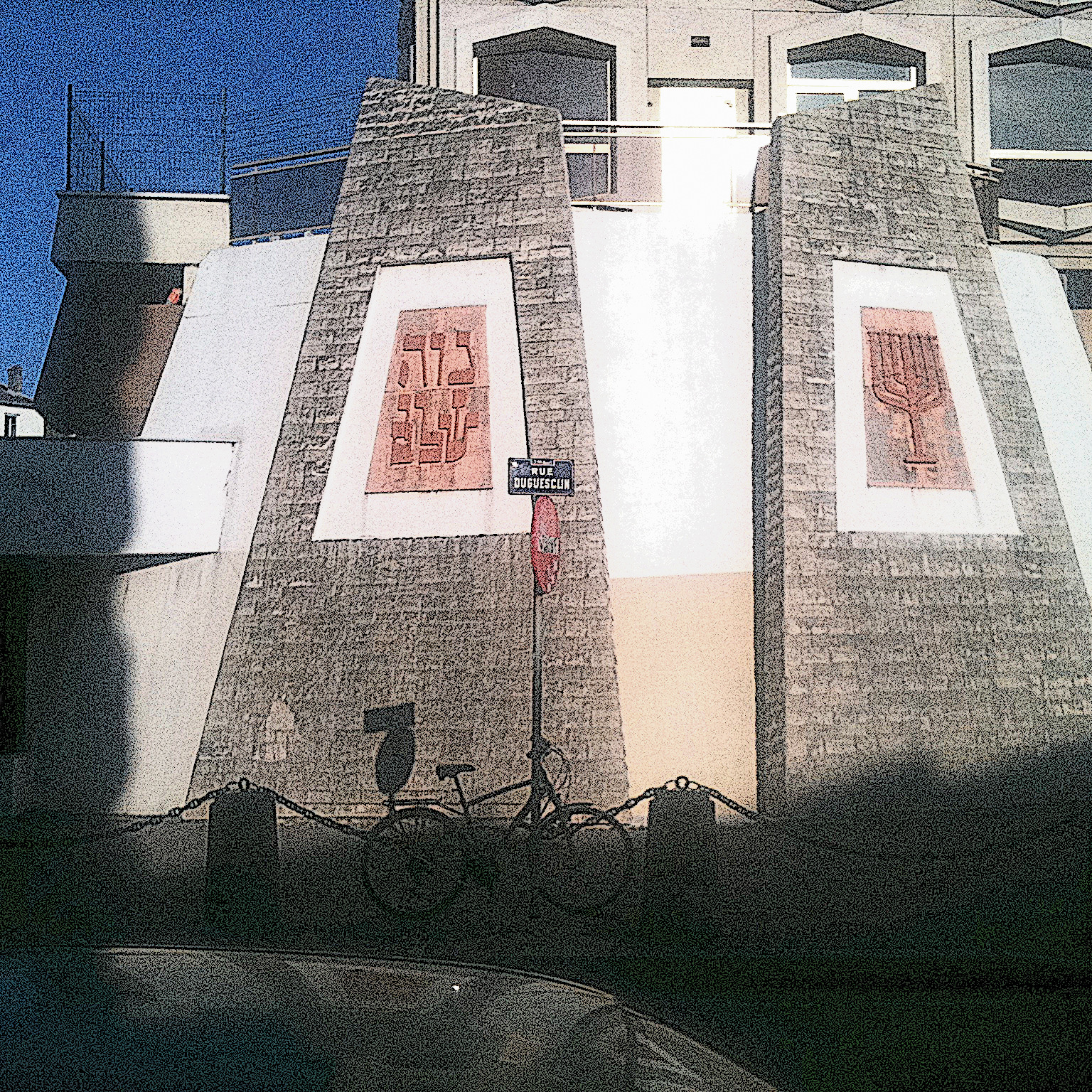
Synagogue Neveh Chalom.

Quartiers : La Guillotière-Sud, le Carré des Gones (Universités), Jean Macé, les Girondins, Debourg, Gerland.
Le 7e arrondissement est le plus vaste de Lyon en termes de superficie. Il accueille une population très cosmopolite autour du quartier populaire de La Guillotière, des universités (carré des Gones) et de Jean-Macé. Plus au sud, se déploient les quartiers des Girondins, en plein développement et de Gerland, connu pour son important pôle scientifique, sportif et culturel du fait de la présence de grandes écoles, du Centre international de recherche contre le cancer, de la halle Tony-Garnier, du palais des sports de Lyon et du stade de Gerland.

### 8e

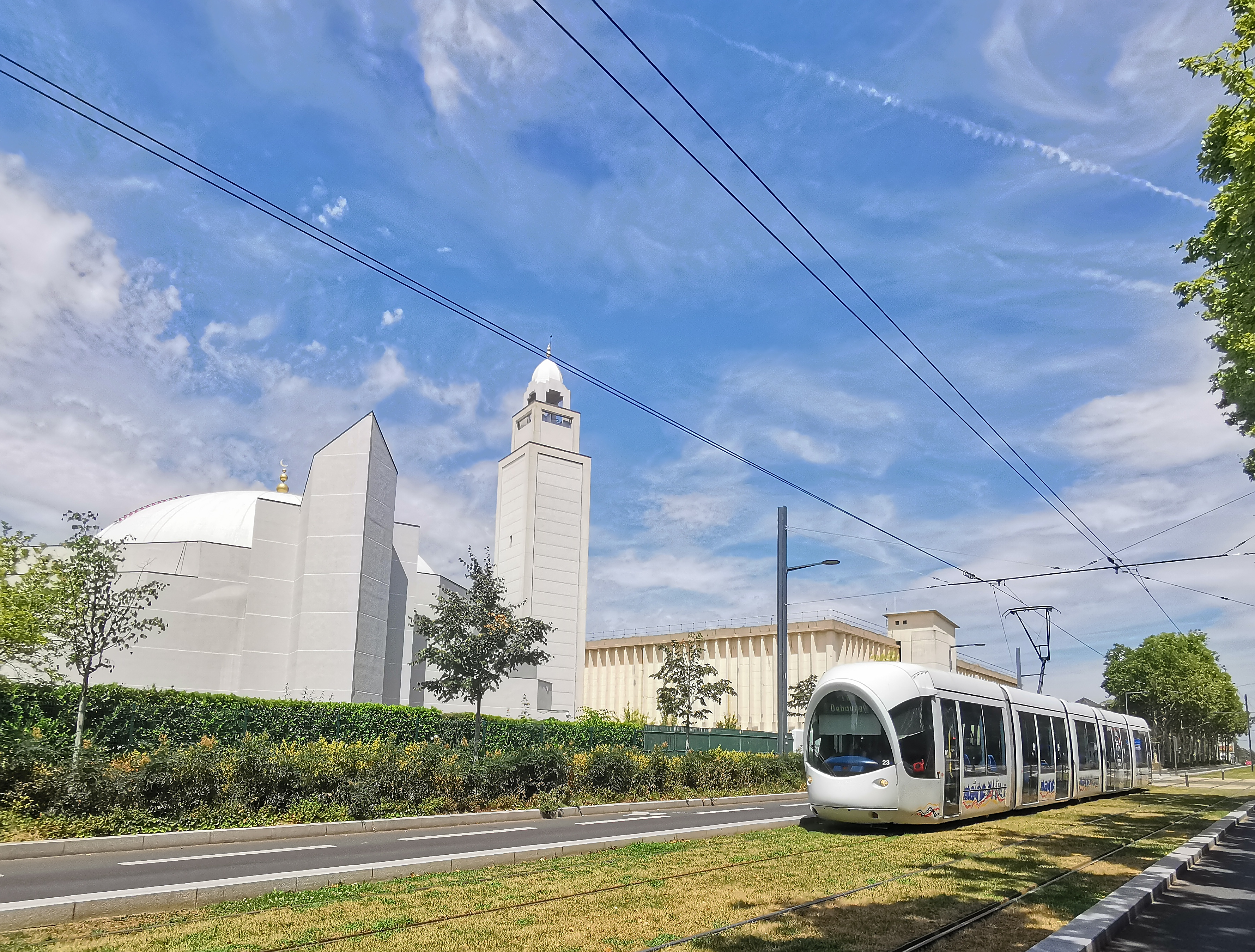
La Grande Mosquée de Lyon, ligne T6.

Quartiers : Monplaisir, Transvaal-Laënnec, Jet d'Eau, Le Bachut, Mermoz, les États-Unis, Monplaisir-la-Plaine, le Grand Trou, le Moulin-à-Vent.
Le 8e arrondissement, situé dans le sud-est, est principalement résidentiel. Il intègre le quartier-village de Monplaisir, berceau du cinéma. Il est plus populaire au sud, autour des quartiers de Mermoz qui a fait l'objet d'une rénovation urbaine importante, du Bachut, du Grand Trou et des États-Unis.

### 9e

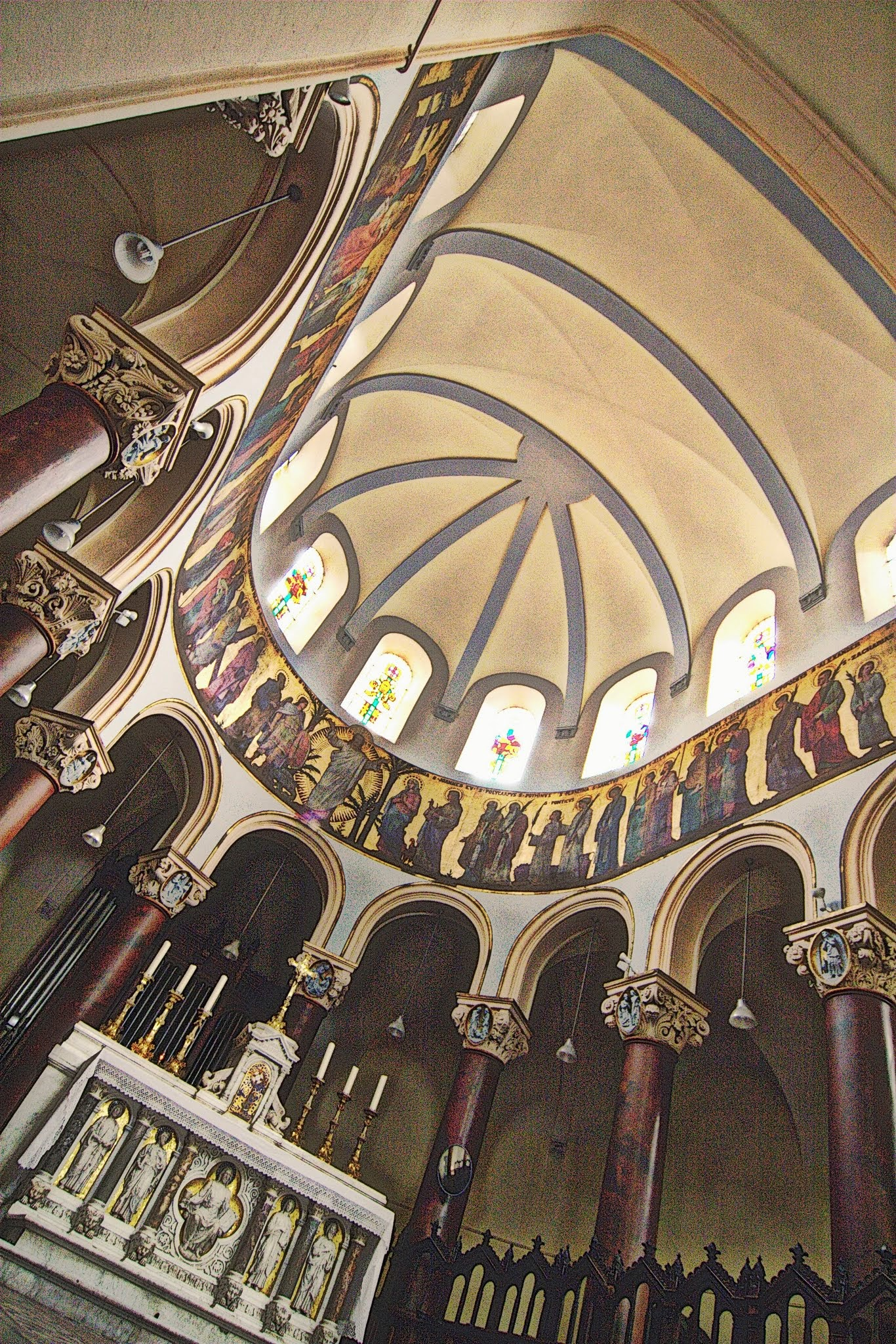
Église Saint-Pierre-aux-Liens.

Quartiers : Vaise, Champvert-Nord, Gorge de Loup, la Duchère, Rochecardon, Saint-Rambert-l'Île-Barbe.
Le 9e arrondissement : situé à l'extrême nord-ouest de la ville, le 9e naquit en 1964 par la scission de la partie nord du 5e en regroupant les quartiers de Vaise, de Gorge de Loup, de la Duchère (troisième colline de Lyon) et le quartier de l'Industrie, connu pour son développement récent en offre tertiaire et de l'industrie du jeu vidéo,. Au nord de l'arrondissement, on retrouve accrochés contre les premiers contreforts des monts d'Or, les quartiers calmes voire presque champêtres de Rochecardon et Saint-Rambert-l'Île-Barbe, ancien village annexé à la ville de Lyon en 1963.

## Histoire des modifications
La création des premiers arrondissements de Lyon date du 24 mars 1852. Un odonyme local (rue du 24-Mars-1852) rappelle cet événement. Elle est concomitante à l'annexion des communes de Vaise, la Croix-Rousse et la Guillotière, Des arrondissements supplémentaires sont créés en 1867, 1912, 1959 et 1964 (cf. tableau ci-dessus).
Outre ces évolutions principales, de moindres modifications sont apportées au découpage des arrondissements :
- La partie nord-est du parc de la Tête d'or est détachée de la commune de Villeurbanne en 1895 pour être rattachée au 6e.
- Lors de l'urbanisation de la Duchère en 1959, 16 hectares sont distraits de la commune d'Écully et 24 de la commune de Champagne-au-Mont-d'Or pour être rattachés à l'actuel 9e [6].
- Vaise à la suite de l'annexion de Saint-Rambert-l'Île-Barbe en 1964, est détachée du 5e pour former le 9e avec celui-ci.

Les 14 cantons (Lyon I, II, III, IV, V, VI, VII, VIII, IX, X, XI, XII, XIII et XIV) sont supprimés de facto au 1er janvier 2015 avec la création de la métropole de Lyon.